# 8개의 가곡
8개의 가곡(독일어: Acht Lieder), 작품 번호 52는 루트비히 판 베토벤에 의해 쓰인 곡이다.

## 개요
1805년 6월 16일 빈의 음악과 산업 상점 사를 통해 출판된 작품이지만, 수록된 곡들은 대부분 10년 전쯤(이 때, 베토벤의 나이는 십대 초 중반이었다), 베토벤이 본에 거주하는 동안에 작곡된 것이다.
베토벤은 전 년도에 평소보다 적은 수의 작품을 출판했기 때문에, 오래된 작품을 모았을 것으로 여겨진다. 피델리오에 대한 작업과 요제피네 폰 브룬스비크와의 오랜 관계는 베토벤의 새로운 작품 제작에 기여했다. 원래 작품 번호 52로 출판된 이 세트에는 아홉 개의 곡이 포함되어 있었는데, 그것들 중 하나는 마찬가지로 베토벤이 십대 시절에 본에서 쓴 것으로, 실러의 "환희의 송가"를 설정으로 한 것이었다. 작곡가는 출판 전에 그것을 철회했으며, 원고는 존재하지 않는다.
Allgemeine Musikische Zeitung ("일반음악신문")의 작품 번호 52 세트에 대한 동시대의 리뷰는 "아주 흔하고, 부족하고, 힘이 없고, 부분적으로 우스꽝스러운 것들"로 묘사하고 있다. 이것은 분명히 1800년 이후의 베토벤의 작품에 익숙한 비평가들이 베토벤의 오래전에 쓰인 작품을 접하며 일어난 반응이다. 작품 번호 52 세트의 어떠한 곡도 특히 혁신적이거나 미적으로 도전적인 것은 없다. 오히려 이 세트는 베토벤의 18세기 후반 독일 가곡 작품에 대한 초기 숙달의 좋은 예를 제공한다. 작품 번호 52 세트의 곡들은 모두 유절가곡이다. 각 절 또는 연은 같은 음악으로 설정되어 있다. 단, 마지막 한 연에서 양식으로부터 벗어나는 "오월의 노래"는 제외한다. 열 두 마디의 "우리안의 세계여행"을 제외하고는 각 연과 각각의 노래는 피아노 만으로 끝난다. 전통적인 "모임의 노래"는 여기에서 각 노래의 14절의 끝에 합창단 또는 청중이 참여한다. 아주 작은 "봇짐장수"의 길이는 20마디에 불과하며, 마지막 몇 마디에서 피아노 파트의 옥타브 도약은 마멋이 뛰어 다니는 모습을 보여준다.

## 구성
전체 연주 시간은 약 20분 정도이다.
1. 우리안의 세계여행 (가단조) : 희극적으로 적당히 빠른 동작으로 노래
2. 불꽃 빛깔 (가장조) : 안단테 콘 모토
3. 휴식의 노래 (바장조) : 아다지오
4. 오월의 노래 (내림마장조) : 알레그로
5. 몰리의 작별 (사장조) : 아다지오 콘 에스프레쇼네
6. 사랑 (바장조) : 알레그레토
7. 봇짐장수 (가장조) : 알레그레토
8. 사랑의 꽃 (사장조) : 안단테